# La collita
La collita és una pintura a l'oli realitzada per Van Gogh el 1888, actualment exposada al Museu van Gogh d'Amsterdam.
Com altres quadres de Van Gogh, es tracta d'una obra pintada a l'aire lliure, formant part d'una sèrie de quadres sobre els camps de blat i la collita que va pintar a partir de juny de 1888. Representa un paisatge mediterrani, lluminós, provençal, semblant al que pintava el seu admirat Cézanne.
Van Gogh utilitza hàbilment la perspectiva per portar la mirada, a través dels camps de blat, fins a les muntanyes llunyanes i el cel blau. Domina l'escena l'intens sol estiuenc, que arrenca la brillantor de les espigues, les tanques, el carro i les granges. Precisament, la intensitat de la llum dificultava la pintura de la vasta planícia, com va assenyalar el mateix Van Gogh en una carta a Émile Bernard. La casa de la part superior, a la dreta, reflecteix intensament la llum, en la seva façana blanca.